# 中川順夫
中川 順夫（なかがわ のりお、1909年9月5日 - 2004年）は、日本の映画監督、脚本家である。伊世 亜夫の筆名も持つ。

## 人物・来歴
1909年（明治41年）9月5日、大阪府に生まれる。
1926年（大正15年）、旧制・大阪府立今宮職工学校（現在の大阪府立今宮工科高等学校）を卒業、1930年（昭和5年）、新興キネマ演出部に入社した。1934年（昭和9年）、田坂具隆監督の『月よりの使者』に助監督としてついた後に、脚本部に異動した。1939年（昭和14年）、須山真砂樹監督の『泣き笑ひの天国』で脚本家としてデビューした。
その後、読売新聞社映画部、日本映画社に移籍し、ドキュメンタリー映画の製作に携わる。1940年（昭和15年）、『オモチャの科学』で監督としてデビューした。電通映画社で亀井文夫の脚本を得て、数本監督する。
第二次世界大戦後は、インディペンデント系のプロダクションで製作された『ひょっとこ飛脚』で劇映画の監督としてデビューした。同作は松竹が配給し、1949年（昭和24年）に公開された。
1955年（昭和30年）、宝塚映画製作、東宝配給作品の脚本を数本書く。
1958年（昭和33年）、日米映画が日本テレビと共同で製作した48分の中篇映画『群衆の中の殺人』を監督し、同年6月29日に新東宝が配給して劇場公開されたが、同作は、同年9月13日に日本テレビでテレビ映画として放映されている。原初的なメディアミックスの例となった。同年以降、テレビドラマに進出し、1965年（昭和40年）まで多くのテレビドラマを手がけた。
1960年（昭和35年）10月12日、フジテレビのシリーズ『東京タワーは知っている』の一篇『銀座の赤ん坊』の撮影中に、「カミナリ族」を演じるスタントに一般の「カミナリ族」が競り合い、4人の負傷者を出す事故がおきる。同作は、翌1961年（昭和36年）1月13日に放映された。
1962年（昭和37年）初頭、第一プロダクション製作、大宝配給の劇場用映画『波止場で悪魔が笑うとき』を監督する。同作は、『キネマ旬報』誌の1962年3月下旬号の記述によって、中川信夫作品とされがちであったが、2009年（平成21年）に16ミリプリントとポスター、初稿の印刷台本が発見され、「中川順夫作品」であることが明らかになった。
1968年（昭和43年）からはピンク映画にも進出し、自らの製作会社中川プロダクションで数本製作した。伊世 亜夫の別名で監督した作品もある。
2004年（平成16年）死去。

## フィルモグラフィ

### 映画
- 『泣き笑ひの天国』 : 監督須山真砂樹、新興キネマ東京撮影所、1939年 - 原作・脚本
- 『オモチャの科学』 : 日本映画社、1940年
- 『勝利の基礎』 : 1941年 - 監督・脚本
- 『この一冬』 : 電通映画社、1943年 - 監督
- 『じゃが薯の芽』 : 電通映画社、1944年 - 監督
- 『制空』 : 電通映画社、1945年 - 監督
- 『ひょっとこ飛脚』 : 桜映画・木村映画 / 松竹、1949年 - 監督・脚本
- 『裸の天使』 : シネアート作品 / 松竹、1950年
- 『狼人街』 : 監督佐伯幸三、太泉映画 / 東京映画配給、1950年 - 脚本
- 『弥次喜多金比羅道中』 : 監督毛利正樹、日芸プロダクション・太千映画 / 新東宝、1954年 - 脚本
- 『暁の銃弾』 : 日本映画新社、1954年 - 監督・脚本
- 『見ないで頂戴お月さま』 : えぬ・えすプロダクション / 東宝、1954年
- 『君の名はの子孫たち』 : 桜ケ丘プロダクション、1955年
- 『女の学校』 : 監督佐伯幸三、宝塚映画 / 東宝、1955年 - 脚本
- 『てるてる坊主』 : 中川プロダクション、1956年
- 『炎の峰』 : 高映プロダクシヨン、1956年
- 『いちばん星』 : 新映プロダクシヨン、1956年
- 『漫才長屋は大騒ぎ』 : 監督山崎憲成、宝塚映画 / 東宝、1956年 - 脚本
- 『港の乾杯 勝利をわが手に』 : 監督鈴木清太郎、日活、1956年 - 脚本
- 『漫才長屋に春が来た』 : 監督山崎憲成、宝塚映画 / 東宝、1956年 - 脚本
- 『箱入娘と番頭』 : 監督青柳信雄、宝塚映画 / 東宝、1956年 - 脚本
- 『五十年目の浮気』 : 監督青柳信雄、宝塚映画 / 東宝、1956年 - 脚本
- 『えんぴつ泥棒』 : 秀映社スミダプロダクション / 松竹、1957年 - 監督・脚本
- 『愛の星座』 : 新映プロダクション / 新東宝、1957年 - 監督・脚本
- 『母恋鳥』 : 中川プロダクション / 新東宝、1958年 - 監督・脚本
- 『ネオン野郎』 : 演伎座プロダクション、1958年
- 『ある秋田犬の一生』 : 第一映画、1958年
- 『波止場で悪魔が笑うとき』 : 第一プロダクション / 大宝、1962年[6]
- 『バカンスの夜』 : 1968年
- 『東西情婦くらべ』 : シネフロント、1968年
- 『女の順番 いろごのみ』 : 中川プロダクション、1968年
- 『濡れ濡れ』 : 中川プロダクション、1968年
- 『女極道色欲一代』 : 中川プロダクション / ミリオンフィルム、1969年 - 伊世 亜夫名義
- 『女子学生あんま』 : 中川プロダクション、1969年 - 伊世 亜夫名義
- 『処女悶絶』 : 中川プロダクション、1969年 - 伊世 亜夫名義
- 『濡れる女王蜂』 : 中川プロダクション、1969年 - 伊世 亜夫名義
- 『炎の関係』 : 第三映芸、1969年
- 『やくざ非情史 血の盃』 : 創映プロダクション / 日活、1969年
- 『性と女の物語』 : サン映像 / 関東映配、1971年

### テレビドラマ
- 『群衆の中の殺人』 : 日米映画・NTV / 劇場配給 新東宝、1958年 - 監督・脚本
- 『海の非常線』 : 大映 / フジテレビジョン、1958年
- 『海底人8823』 : 大映テレビ室 / フジテレビジョン、1959年
- 東京タワーは知っている『美しき空輸』 : フジテレビジョン、1960年
- 東京タワーは知っている『銀座の赤ん坊』 : フジテレビジョン、1961年
- 『あのまちこのまち』 : NTV、1962年
- 火曜劇場『カナリヤよ我が名を呼べ』 : フジテレビジョン、1962年
- ドラマシリーズ『青春の群像』 : 松竹テレビ室、NTV、1963年
- 連続テレビ映画『てんてこママさん』 : 東京12チャンネル、1964年
- 『赤でんわ』 : NTV、1965年

## 註
1. 1 2 3 4 5 6  『日本映画監督全集』、キネマ旬報社、1976年、p.280.
2. 1 2 3 4 5 6  #外部リンク欄、「中川順夫」リンク先、日本映画データベース、2009年10月21日閲覧。二重リンクを省く。
3. ↑  フィルムは記録する'97：日本の文化・記録映画作家たち、東京国立近代美術館フィルムセンター、2009年10月21日閲覧。
4. 1 2  テレビドラマデータベース、「中川順夫」検索結果、2009年10月21日閲覧。
5. ↑  昭和ラプソディ 昭和35年・下[リンク切れ][出典無効]、「誰か昭和を想わざる」、2009年10月21日閲覧。
6. 1 2 3 4  発掘!幻の大宝映画、nipponeiga.com, 2009年10月21日閲覧。
7. ↑  波止場で悪魔が笑うとき、kinejun.jp, 2009年10月21日閲覧。
8. ↑  “幻の映画「ハチ公物語」上映へ　東京新聞の記事きっかけで監督の次女が協力申し出　「父も喜んでくれる」”. 東京新聞. (2023年7月3日) 2025年2月18日閲覧。